# Tollo (pescado)
Tollo es el nombre común que se da a diversas especies de peces cartilaginosos del orden de los escualiformes pertenecientes a varias familias: centrofóridos (Deania spp.), etmoptéridos (Etmopterus spp., Centroscyllium spp.), somniósidos (Centroscymnus spp.), dalátidos (Dalatias licha) y escuálidos (Squalus spp.). También dentro del orden de los carcarriniformes encontramos el género Mustelus y la especie Galeorhinus galeus en la familia de los triáquidos, y Scyliorhinus spp. en la familia de los esciliorrínidos.
Otros términos utilizados son cazón, mielga, lija, musola y gata, entre otros.
En general, todas estas especies son tiburones de hábitat demersal, con un tamaño que no suele alcanzar los 2 m y que se distribuyen por aguas frías, templadas y cálidas, desde profundidades de menos de 100 m hasta casi los 2.000.
Como todos los tiburones, estos peces poseen un hígado de gran tamaño, pero en las especies de profundidad alcanza aún una mayor proporción del peso total del individuo. Ese órgano es rico en escualeno, hidrocarburo utilizado en la industria farmacéutica y en la cosmética.
La pesca de estas especies, tanto por el aceite de su hígado como por su carne, se hace con artes de fondo, principalmente palangre y arrastre.